# El nuevo show de Scooby y Scrappy-Doo
El nuevo show de Scooby y Scrappy-Doo (en inglés, The New Scooby and Scrappy-Doo Show) fue la sexta serie del dibujo animado de Hanna-Barbera Scooby-Doo. Su primer episodio fue mostrado el 10 de septiembre de 1983 y tuvo una temporada en ABC como un programa de media hora compuesto de dos cortos de 11 minutos cada uno. En 1984, el nombre del programa fue cambiado a Los nuevos misterios de Scooby-Doo. Los nuevos misterios de Scooby-Doo duró una temporada en ABC.
Se produjero 13 episodios de media hora (22 episodios de 11 minutos y dos episodios dobles) para El nuevo show de Scooby y Scrappy-Doo en 1983–1984, y 13 más (14 episodios de 11 minutos y seis episodios dobles) para Los nuevos misterios de Scooby-Doo en 1984–1985

## Análisis general
Para esta versión del programa, Hanna-Barbera trató de combinar los elementos más exitosos del formato original de ¿Scooby-Doo dónde estás? y el nuevo de El show de Scooby-Doo y Scrappy-Doo. Daphne volvió al reparto tras 4 años de ausencia, y ella, Shaggy, Scooby-Doo y Scrappy-Doo resolvían misterios sobrenaturales mientras trabajaban para una revista de adolescentes. Cada programa de media hora constaba de dos episodios de 11 minutos cada uno, que algunas veces eran dos partes de un episodio más largo.
La segunda temporada de esta serie, emitida bajo el nombre de Los nuevos misterios de Scooby-Doo (1984-1985), continuó el mismo formato, y, además incluía seis episodios de dos partes cada uno con Fred y Vilma, ambos ausentes del programa durante 5 años.

## Guía de episodios

### Primera temporada: (El nuevo show de Scooby y Scrappy-Doo, 1983 -1984)
| #         | Título del episodio                                           | Primera emisión          |
| --------- | ------------------------------------------------------------- | ------------------------ |
| 1.1 1.2   | "Scooby the Barbarian" "No Sharking Zone"                     | 10 de septiembre de 1983 |
| 1.3 1.4   | "Scoobygeist" "The Quakmire Quake Caper"                      | 10 de septiembre de 1983 |
| 1.5 1.6   | "The Hound of the Scoobyvilles" "The Dinosaur Deception"      | 17 de septiembre de 1983 |
| 1.7 1.8   | "The Creature from the Chem Lab" "No Thanks Masked Manx"      | 17 de septiembre de 1983 |
| 1.9 1.10  | "Scooby of the Jungle" "Scooby-Doo and Cyclops, Too"          | 24 de septiembre de 1983 |
| 1.11 1.12 | "Scooby-Roo" "Scooby's Gold Medal Gambit"                     | 1 de octubre de 1983     |
| 1.13 1.14 | "Wizards and Warlocks" "Scoobsie 8"                           | 8 de octubre de 1983     |
| 1.15 1.16 | "The Mark of Scooby" "Crazy Carnival Caper"                   | 15 de octubre de 1983    |
| 1.17 1.18 | "Scooby and the Minotaur" "Scooby Pinch Hits"                 | 29 de octubre de 1983    |
| 1.19 1.20 | "The Fall Dog" "The Scooby Coupe"                             | 5 de noviembre de 1983   |
| 1.21 1.22 | "Who's Minding the Monster?" "Scooby a La Mode"               | 26 de noviembre de 1983  |
| 1.23 1.24 | "Where's Scooby Doo?", parte 1 "Where's Scooby-Doo?", parte 2 | 3 de diciembre de 1983   |
| 1.25 1.26 | "Wedding Bell Boos", parte 1 "Wedding Bell Boos", parte 2     | 10 de diciembre de 1983  |

### Segunda temporada: (Los nuevos misterios de Scooby-Doo, 1984 - 1985)
| #         | Título del episodio                                                                                         | Primera emisión          |
| --------- | --- | ------------------------ |
| 2.1 2.2   | "Happy Birthday, Scooby-Doo", parte 1 (*) "Happy Birthday, Scooby-Doo", parte 2 (*)                         | 8 de septiembre de 1984  |
| 2.3 2.4   | "The Hand of Horror" "Scooby's Peephole Pandemonium"                                                        | 15 de septiembre de 1984 |
| 2.5 2.6   | "Scoo-Be or Not Scoo-Be?" "The Stoney Glare Scare"                                                          | 22 de septiembre de 1984 |
| 2.7 2.8   | "Mission Un-Doo-Able" "The Bee Team"                                                                        | 29 de septiembre de 1984 |
| 2.9 2.10  | "Doom Service" "A Code in the Nose"                                                                         | 6 de octubre de 1984     |
| 2.11 2.12 | "Ghosts of the Ancient Astronauts", parte 1 (*) "Ghosts of the Ancient Astronauts", parte 2 (*)             | 13 de octubre de 1984    |
| 2.13 2.14 | "South Pole Vault" "The Night of the Living Toys"                                                           | 20 de octubre de 1984    |
| 2.15 2.16 | "A Halloween Hassle at Dracula's Castle", parte 1 (*) "A Halloween Hassle at Dracula's Castle", parte 2 (*) | 27 de octubre de 1984    |
| 2.17 2.18 | "A Night Louse at the White House", parte 1 (***) "A Night Louse at the White House", parte 2 (***)         | 3 de noviembre de 1984   |
| 2.19 2.20 | "Showboat Scooby" "The 'Dooby Dooby Doo' Ado"                                                               | 10 de noviembre de 1984  |
| 2.21 2.22 | "Sherlock Doo", parte 1 (**) "Sherlock Doo", parte 2 (**)                                                   | 17 de noviembre de 1984  |
| 2.23 2.24 | "A Scary Duel With a Cartoon Ghoul" "E*I*E*I*O"                                                             | 24 de noviembre de 1984  |
| 2.25 2.26 | "A Nutcracker Scoob", parte 1 (**) "A Nutcracker Scoob", parte 2 (**)                                       | 1 de diciembre de 1984   |

(*) En este episodio aparecen Fred y Vilma
(**) En este episodio aparece Fred, pero no Vilma
(***) En este episodio aparece Vilma, pero no Fred

## Reparto
- Don Messick - Scooby Doo, Scrappy-Doo
- Casey Kasem - Shaggy
- Heather North - Daphne
- Frank Welker - Fred
- Marla Frumpkin - Vilma

## Doblaje
- Francisco Colmenero - Scooby-Doo
- Arturo Mercado - Shaggy, Scrappy-Doo
- Araceli de León - Daphne
- Alfonso Obregón - Fred
- Diana Santos - Vilma